# Handelsgericht Wien

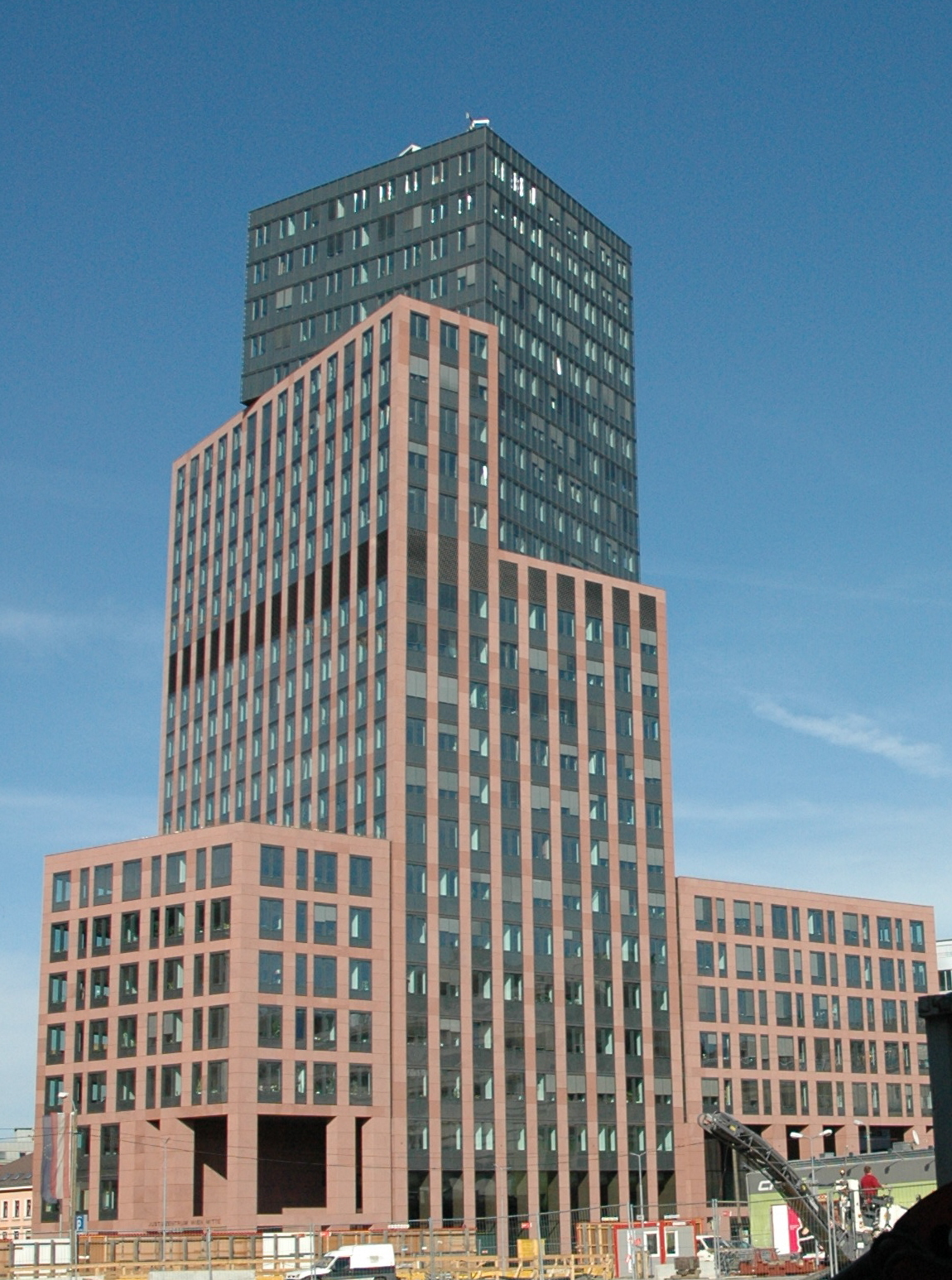
Das Justizzentrum Wien-Mitte, Sitz unter anderem des HG Wien

Das Handelsgericht Wien (HG Wien) ist ein in der österreichischen Bundeshauptstadt Wien eingerichtetes besonderes Gericht mit einer Spezialisierung auf Unternehmensrecht. Neben der Entscheidung über bestimmte unternehmens- und insolvenzrechtliche Sachverhalte im Sprengel des Landesgerichts für Zivilrechtssachen Wien hat das Handelsgericht Wien auch Spezialzuständigkeiten für österreichweite Entscheidungen zu bestimmten Sachverhalten etwa im Marken- und Musterschutzrecht, im Patentrecht sowie bei nicht-arbeitsrechtlichen Klagen gegen die Österreichische Nationalbank. 

## Geschichte
Gegründet wurde das Handelsgericht Wien im Jahr 1850. Vorgänger war das Merkantilgericht in Wien, das im Jahr 1717 als eine eigenständige Gerichtsbarkeit für Kaufleute geschaffen worden war. Seinen Sitz hat das Handelsgericht Wien seit 2003 im 12. bis 24. Stockwerk des Justizzentrums Wien-Mitte.

## Zuständigkeit
Grundsätzlich sind zu Entscheidungen über Handelsgerichtliche Sachverhalte gemäß § 51 Jurisdiktionsnorm die Handelssenate bzw. Einzelrichter bei den Landesgerichten zuständig. Nur in Wien besteht ein eigenes Handelsgericht, dem die Zuständigkeit zur Entscheidung dieser Sachverhalte nach Absatz 3 zukommt. So fungiert das Handelsgericht Wien beispielsweise als Firmenbuchgericht für Wien. Für das Bezirksgericht für Handelssachen Wien, ein ebenfalls mit einer Spezialzuständigkeit für Handelssachen ausgestattetes Bezirksgericht, fungiert das Handelsgericht Wien als Rechtsmittelinstanz.
Zusätzlich zu den unternehmensrechtlichen Sachverhalten im Gerichtssprengel Wien, die insbesondere Streitigkeiten aus unternehmensbezogenen Geschäften (Abs. 1 Z 1) umfassen, kommen dem Handelsgericht Wien aber noch weitere Spezialzuständigkeiten zu. So ist das Gericht etwa für das gesamte Gebrauchsmuster-, Halbleiterschutz-, Markenschutz-, Musterschutz-, Patent- und Sortenschutzrecht in Österreich zuständig und deckt damit einen Großteil der Immaterialgüterrechtsfälle (abgesehen vom Urheberrecht) ab.
Eine weitere Sonderzuständigkeit ist die Zuweisung der Insolvenzrechtssachen im Sprengel des Landesgerichts für Zivilrechtssachen Wien an das Handelsgericht Wien in § 64 Insolvenzordnung, womit das HG Wien zum Insolvenzgericht für Wien wird. Weiters ist das HG Wien auch österreichweit für Klagen gegen die Österreichische Nationalbank (sofern es sich nicht um arbeitsrechtliche Sachen handelt), für den Gerichten zugewiesene Angelegenheiten des ORF-Gesetzes und für Verbandsklagen gegen Prämienänderungen nach dem Versicherungsvertragsgesetz zuständig.